# Mukoprotein
Mukoprotein je glikoprotein koji se prvenstveno sastoji od mukopolisaharida. On je prisutan u sinovijalnom fluidu u kolenima.

## Spoljašnje veze
- Mucoproteins на 
- Mucoprotein у речнику